# Élection présidentielle de 1841 en Nouvelle-Grenade
L'élection présidentielle colombienne de 1841 au suffrage indirect s'est tenue en République de Nouvelle-Grenade le 1er avril 1841 pour élire le nouveau président de la République après la fin du mandat de José Ignacio de Márquez.  

## Contexte
Le général Pedro Alcántara Herrán est nommé pour mater la rébellion et le 31 août 1839 à Buesaco il met en déroute la force principale des insurgés de Pasto. La réduction des dernières poches de résistance conduit à la capture de José Erazo. La mort de Francisco de Paula Santander en mai 1840 fait de José María Obando le nouveau chef de l'opposition. Il sort de Pasto et démarre une insurrection en juillet 1840. Celle-ci est matée par le gouvernement central grâce à l'aide du président équatorien Juan José Flores. Cette intervention extérieure provoque un soulèvement général. Toutefois les insurgés libéraux ne peuvent parvenir à s'unir politiquement et militairement ce qui conduit à la déroute de José María Obando, leur unique leader ayant assez de prestige pour briguer la présidence. Ils ressortent donc de ce conflit passablement affaiblis. Le président José Ignacio de Márquez termine son mandat de manière énergique grâce à cette guerre.   

## Résultats

### Président de la République
| Candidats              | Premier tour | Premier tour | Second tour | Second tour |
| Candidats              | Votes        | %            | Votes       | %           |
| ---------------------- | ------------ | ------------ | ----------- | ----------- |
| Pedro Alcántara Herrán | 581          | 35,7         | 826         | 51,22       |
| Vicente Azuero         | 596          | 36,6         | 798         | 48,78       |
| José María Obando      | 377          | 27,5         |             |             |
| Total                  | 1,624        | 100          | 1,624       | 100         |

### Élection du Vice-président
| Candidats         | Premier tour | Premier tour | Second tour | Second tour | Troisième tour | Troisième tour |
| Candidats         | Votes        | %            | Votes       | %           | Votes          | %              |
| ----------------- | ------------ | ------------ | ----------- | ----------- | -------------- | -------------- |
| Joaquín José Gori | 13           | 25,6         | 17          | 27,7        | 30             | 53,1           |
| Domingo Caycedo   | 24           | 44,6         | 25          | 44,8        | 27             | 46,9           |
| Vicente Azuero    | 15           | 27,5         | 15          | 27,5        |                |                |
| José María Obando | 5            | 2,3          |             |             |                |                |
| Total             | 57           | 100          | 57          | 100         | 57             | 100            |